# بلاگ‌کریتیکس
بلاگ‌کریتیکس (انگلیسی: Blogcritics) یک مزرعه لینک و نشریه الکترونیکی درباره اخبار و نظر مردم است. این نشریه در سال ۲۰۰۲ توسط اریک اولسن و فیلیپ وین بنیان‌گذاری شد. بلاگ‌کریتیکس هفته‌ای بیش از ۱۰۰ مقاله ارائه می‌دهد و از تمامی محتوای خود بایگانی دارد.